# Каменский сельсовет (Мозырский район)
Каменский сельсовет (бел. Ка́менскі сельсавет) — административная единица на территории Мозырского района Гомельской области Республики Беларусь. Административный центр — агрогородок Каменка.

## История
Образован 20 августа 1924 года как Боковский (Великобоковский) сельсовет в составе Мозырского района Мозырского округа БССР. Центр — деревня Великий Боков. С 5 октября 1926 года в составе Слободского района, с 4 августа 1927 года — в составе Каролинского района того же округа. После упразднения окружной системы 26 июля 1930 года в Каролинском районе БССР, который 5 февраля 1931 года переименован в Ельский. 1 апреля 1931 года переименован в Каменковский (Каменский) сельсовет центр сельсовета перенесен в деревню Каменка. С 5 апреля 1935 года в составе Мозырского района, с 21 июня 1935 года — Мозырского округа, с 20 февраля 1938 года — Полесской области, с 8 января 1954 года — Гомельской области. 26 ноября 1959 года в состав Слободского сельсовета переданы 3 населённых пункта (Рудня, Черемошня и Щекотова). 6 февраля 1964 года к сельсовету присоединена территория упразднённого Мелешковичского сельсовета.
В 1964 году в состав сельсовета из Михалковского сельсовета переданы 4 населенных пункта (Ляховцы, Малый Боков, Рудня и Староселье), которые 6 июля 1970 года возвращены обратно в состав Михалковского сельсовета. 28 декабря 2005 года переименован в Каменский сельсовет. 

## Состав
Каменский сельсовет включает 12 населённых пунктов:
- Антоновка — деревня
- Берёзовка — деревня
- Великий Боков — деревня
- Васьковка — деревня
- Гостов — деревня
- Зелёнка — деревня
- Иванковщина — деревня
- Каменка — агрогородок
- Мелешковичи — агрогородок
- Млынок — деревня
- Свириновка — деревня
- Сосновый — посёлок

## Население
- 2009 год — 2 203 человек

## Достопримечательность

### Памятник скульптура
- Памятник-вертолёт Ми-2У. Расположен около деревни Великий Боков на территории бывшего Мозырского аэропорта (ныне база авиации МЧС)